# Сакарешти (Јаши)
Сакарешти (рум. Săcărești) насеље је у Румунији у округу Јаши у општини Кукутени. Oпштина се налази на надморској висини од 257 m.

## Становништво
Према подацима из 2002. године у насељу је живело 268 становника, од којих су сви румунске националности.